# برنهلم اکسپرس
برنهلم اکسپرس (به انگلیسی: Bornholm Express) یک کشتی است که طول آن ۴۱٫۰۰ متر (۱۳۴ فوت ۶ اینچ) می‌باشد. این کشتی در سال ۲۰۰۶ ساخته شد.